# Штрайт, Альберт
Альберт Штрайт (нем. Albert Streit; 28 марта 1980, Бухарест, Румыния) — немецкий футболист, полузащитник.

## Карьера
Начинал заниматься в школе Цуффенхузена, откуда переехал в «Штутгарт», предварительно пройдя в нём просмотр. В 1997 году откликнулся на предложение франкфуртского «Айнтрахта», который обещал ему игру в основе команды после завершения футбольной школы. 21 апреля 2001 года дебютировал в Бундеслиге в матче с самой мюнхенской «Баварией», выйдя на замену на 73-й минуте вместо Томми Бернтсена. Команду это не спасло, «Айнтрахт» проиграл 0:2. В том сезоне он сыграл четыре матча, а «Айнтрахт» при этом вылетел во Вторую Бундеслигу.
Проведя два неплохих сезона во второй Бундеслиге, решил перебраться повыше и подписал контракт с «Вольфсбургом». Но там дело у него не заладилось, и сыграв всего пять матчей в чемпионате, он решил опять сменить команду и перешёл в «Кёльн».
В своём первом сезоне в «Кёльне» заиграть не смог, проведя всего 15 матчей. Лишь в следующем сезоне, когда «Кёльн» уже играл во второй Бундеслиге, сумел стать игроком основного состава, проведя 33 матча. Кёльнцы долго не задержались внизу и с первого же сезона вернулись в Бундеслигу. И Альберту впервые довелось провести полный сезон в главной лиге страны.
Летом 2006 года поступило предложение от «Айнтрахта», которое он с радостью принял. Но за два сезона ему довелось сыграть всего лишь 40 игр. Летом 2007 года со скандалом покинул «Айнтрахт».
Пропустив полгода, зимой 2008 года подписал контракт с «Шальке 04», где провёл 10 игр в конце сезона. В чемпионате 2008/09 оказался в глухом запасе гельзенкирхенцев, играл за вторую команду.
Зимой 2009 года был выставлен на трансфер и отправился в аренду в «Гамбург». Провёл всё те же 10 игр после рождественского перерыва, но «Гамбургу» оказался не нужен.
Вернулся в «Шальке», где тренером уже был Феликс Магат, который позволил ему лишь тренироваться со второй командой до конца контракта.
16 ноября 2011 года Штрайт и «Шальке» разорвали контракт, и немецкий полузащитник стал свободным агентом.